# Terza battaglia di Krithia
La terza battaglia di Krithia si svolse il 4 giugno 1915, sulla penisola di Gallipoli sullo stretto dei Dardanelli. La battaglia ebbe luogo presso il villaggio di Krithia tra le forze dell'Intesa, appartenenti alle truppe dell'Impero britannico e alla Francia, e gli ottomani, nel tentativo britannico di ottenere il controllo dello stretto stesso.

## Antefatti
Con i pochi progressi ottenuti nella seconda battaglia di Krithia, il comandante britannico Ian Hamilton ordinò al generale Hunter-Weston di mantenere un'iniziativa incessante contro le trincee turche, lungo tutto il fronte di 7 km nell'estremità meridionale della penisola.
L'obiettivo di Hamilton era di ottenere il controllo della collina di Achi Baba, 2 km a nord di Krithia. Già dal giorno degli sbarchi, infatti, le forze turche sul rilievo bersagliavano le truppe britanniche.
Hunter-Weston credeva ancora che sia Krithia che Achi Baba potevano essere conquistate se fossero giunti dei rinforzi. Le sue opinioni, oltretutto,
erano molto considerate da Hamilton e dal suo staff al Quartier Generale.
In preparazione al terzo attacco, le notti del 18, del 23, del 24 e del 27 maggio, Hunter-Weston ordinò una serie di avanzate che permisero di guadagnare tre quarti di chilometro con appena una cinquantina di vittime. Un guadagno notevole se paragonato con il chilometro guadagnato nella battaglia precedente al prezzo di 6 000 vittime.
Un vantaggio per i turchi fu l'aver silurato ed affondato due corazzate britanniche, la HMS Triumph, il 25 maggio, e la HMS Majestic, il 28 maggio. Ridurre la presenza della Marina britannica era un fattore importante per i turchi, dato che le due navi appoggiavano le truppe sbarcate sulla penisola.
Il 24 maggio, le divisioni britanniche situate a Capo Elles, luogo dello sbarco del 25 aprile, vennero raggruppate assieme nel VIII Corpo d'Armata, comandato dallo stesso Hunter-Weston. Il generale Hamilton aveva abbandonato l'idea di conquistare Achi Baba in un giorno solo e decise di assaltare le linee turche per usarle come punto d'inizio per assalti successivi.

## Battaglia
La battaglia iniziò il 4 giugno, in un mezzogiorno soleggiato, e fu il risultato di un'azione congiunta tra gli uomini di Hunter-Weston e quelli del generale francese Henri Gouraud, giunto sulla penisola il 15 maggio. I rapporti tra i due furono migliori di quelli che Hunter-Weston ebbe con il predecessore di Gouraud, il quale durante il servizio sulla penisola si ruppe entrambe le gambe e un braccio.
L'assalto anglo-francese venne preceduto da un bombardamento d'artiglieria dell'Intesa, sia britannica che francese. L'attacco venne lanciato in due ondate. La prima ondata aveva come obiettivo la cattura della prima linea di trincee turche, con la seconda ondata pronta a seguire la prima in breve tempo. Nei primi 90 minuti l'unico progresso ottenuto fu dalla zona centrale del fronte, dove combatteva la 42ª Divisione britannica, mentre gli assalti dai fianchi furono respinti.
I due generali decisero in maniera concorde di inviare le riserve sui fianchi per sfruttare al massimo i progressi ottenuto al centro delle linee, dove la 42ª Divisione era ad appena un chilometro dal villaggio di Krithia. Nonostante tutti i tentativi, i turchi del generale tedesco Liman von Sanders, determinati a resistere, respinsero e fecero arretrare inglesi e francesi.

## Conseguenze
I progressi ottenuto dall'Intesa furono minimi ad un costo altissimo: 6 500 uomini rimasero vittime nella battaglia, di cui 4 500 britannici e 2 000 francesi. I turchi persero dai 9 ai 10 000 uomini.
Il Ministro della Guerra britannico, Horatio Herbert Kitchener, fu scioccato dal numero delle perdite nella battaglia e prometté al generale Hamilton nuovi rinforzi in breve tempo. Nel frattempo lo stesso generale Hamilton portò la sua attenzione più a nord, dove gli australiani e i neozelandesi erano sbarcati all'Anzac Cove, il 25 aprile.